# Parincea
Parincea è un comune della Romania di 3 891 abitanti, ubicato nel distretto di Bacău, nella regione storica della Moldavia.
Il comune è formato dall'unione di 10 villaggi: Barna, Mileștii de Jos, Mileștii de Sus, Nănești, Năstăseni, Parincea, Poieni, Satu Nou, Văleni, Vladnic.